# Premi Oscar 1971
La 43ª edizione della cerimonia di premiazione dei Premi Oscar si è tenuta il 15 aprile 1971 a Los Angeles, al Dorothy Chandler Pavilion.

## Vincitori e candidati
Vengono di seguito indicati in grassetto i vincitori. Ove ricorrente e disponibile, viene indicato il titolo in lingua italiana e quello in lingua originale tra parentesi.

### Miglior film
- Patton, generale d'acciaio (Patton), regia di Franklin J. Schaffner
- Airport, regia di George Seaton
- Cinque pezzi facili (Five Easy Pieces), regia di Bob Rafelson
- Love Story, regia di Arthur Hiller
- M*A*S*H, regia di Robert Altman

### Miglior regia
- Franklin J. Schaffner - Patton, generale d'acciaio (Patton)
- Federico Fellini - Satyricon
- Arthur Hiller - Love Story
- Robert Altman - M*A*S*H
- Ken Russell - Donne in amore (Women in love)

### Miglior attore protagonista
- George C. Scott - Patton, generale d'acciaio (Patton)[1]
- Melvyn Douglas - Anello di sangue (I Never Sang for My Father)
- James Earl Jones - Per salire più in basso (The Great White Hope)
- Jack Nicholson - Cinque pezzi facili (Five Easy Pieces)
- Ryan O'Neal - Love Story

### Migliore attrice protagonista
- Glenda Jackson - Donne in amore (Women in love)
- Jane Alexander - Per salire più in basso (The Great White Hope)
- Ali MacGraw - Love Story
- Sarah Miles - La figlia di Ryan (Ryan's Daughter)
- Carrie Snodgress - Diario di una casalinga inquieta (Diary of a Mad Housewife)

### Miglior attore non protagonista
- John Mills - La figlia di Ryan (Ryan's Daughter)
- Richard S. Castellano - Amanti ed altri estranei (Lovers and Other Strangers)
- Chief Dan George - Il piccolo grande uomo (Little Big Man)
- Gene Hackman - Anello di sangue (I Never Sang for My Father)
- John Marley - Love Story

### Migliore attrice non protagonista
- Helen Hayes - Airport
- Karen Black - Cinque pezzi facili (Five Easy Pieces)
- Lee Grant - Il padrone di casa (The Landlord)
- Sally Kellerman - M*A*S*H
- Maureen Stapleton - Airport

### Miglior sceneggiatura non originale
- Ring Lardner Jr. - M*A*S*H
- George Seaton - Airport
- Robert Anderson - Anello di sangue (I Never Sang for My Father)
- Renée Taylor, Joseph Bologna e David Zelag Goodman - Amanti ed altri estranei (Lovers and Other Strangers)
- Larry Kramer - Donne in amore (Women in Love)

### Miglior sceneggiatura originale
- Francis Ford Coppola e Edmund H. North - Patton, generale d'acciaio (Patton)
- Bob Rafelson e Adrien Joyce - Cinque pezzi facili (Five Easy Pieces)
- Norman Wexler - La guerra del cittadino Joe (Joe)
- Erich Segal - Love Story
- Éric Rohmer - La mia notte con Maud (Ma nuit chez Maud)

### Miglior film straniero
- Indagine su un cittadino al di sopra di ogni sospetto, regia di Elio Petri (Italia)
- Primo amore (Erste Liebe), regia di Maximilian Schell (Svizzera)
- Tristana, regia di Luis Buñuel (Spagna)
- Sciuscià nel Vietnam (Hoa-Binh), regia di Raoul Coutard (Francia)
- Pace nei campi (Paix Sur Les Champs), regia di Jacques Boigelot (Belgio)

### Miglior fotografia
- Freddie Young - La figlia di Ryan (Ryan's Daughter)
- Ernest Laszlo - Airport
- Fred Koenekamp - Patton, generale d'acciaio (Patton)
- Charles F. Wheeler, Osami Furuya, Sinsaku Himeda e Masamichi Satoh - Tora! Tora! Tora!
- Billy Williams - Donne in amore (Women in Love)

### Miglior scenografia
- Urie McCleary,  Gil Parrondo, Antonio Mateos e Pierre-Louis Thevenet - Patton, generale d'acciaio (Patton)
- Alexander Golitzen, E. Preston Ames, Jack D. Moore e Mickey S. Michaels - Airport
- Tambi Larsen e Darrell Silvera - I cospiratori (The Molly Maguires)
- Terry Marsh, Bob Cartwright e Pamela Cornell - La più bella storia di Dickens (Scrooge)
- Jack Martin Smith, Yoshirō Muraki, Richard Day, Taizoh Kawashima, Walter M. Scott, Norman Rockett e Carl Biddiscombe - Tora! Tora! Tora!

### Migliori costumi
- Vittorio Nino Novarese - Cromwell
- Edith Head - Airport
- Donald Brooks e Jack Bear - Operazione Crêpes Suzette (Darling Lili)
- Bill Thomas - Il re delle isole (The Hawaiians)
- Margaret Furse - La più bella storia di Dickens (Scrooge)

### Migliori effetti speciali
- A. D. Flowers e L. B. Abbott - Tora! Tora! Tora!
- Alex Weldon - Patton, generale d'acciaio (Patton)

### Miglior montaggio
- Hugh S. Fowler - Patton, generale d'acciaio (Patton)
- Stuart Gilmore - Airport
- Danford B. Greene - M*A*S*H
- James E. Newcom, Pembroke J. Herring e Inoue Chikaya - Tora! Tora! Tora!
- Thelma Schoonmaker - Woodstock - Tre giorni di pace, amore e musica (Woodstock)

### Miglior sonoro
- Douglas Williams e Don Bassman - Patton, generale d'acciaio (Patton)
- Ronald Pierce e David Moriarty - Airport
- Gordon K. McCallum e John Bramall - La figlia di Ryan (Ryan's Daughter)
- Murray Spivack e Herman Lewis - Tora! Tora! Tora!
- Dan Wallin e Larry Johnson - Woodstock - Tre giorni di pace, amore e musica (Woodstock)

### Migliore colonna sonora
- Adattamento con canzoni originali

- The Beatles - Let It Be - Un giorno con i Beatles (Let It Be)
- Fred Karlin e Tylwyth Kymry - A.A.A. Ragazza affittasi per fare bambino (The Baby Maker)
- Rod McKuen, John Scott Trotter, Rod McKuen, Bill Melendez, Al Shean e Vince Guaraldi - Un bambino di nome Charlie Brown (A Boy Named Charlie Brown)
- Henry Mancini e Johnny Mercer - Operazione Crêpes Suzette (Darling Lili)
- Leslie Bricusse, Ian Fraser e Herbert W. Spencer - La più bella storia di Dickens (Scrooge)

- Drammatica

- Francis Lai - Love Story
- Alfred Newman - Airport
- Frank Cordell - Cromwell (Cromwell)
- Jerry Goldsmith - Patton, generale d'acciaio (Patton)
- Henry Mancini - I girasoli

### Miglior canzone
- For All We Know, musica di Fred Karlin, testo di Robb Royer e James Griffin - Amanti ed altri estranei (Lovers and Other Strangers)
- Pieces of Dreams, musica di Michel Legrand, testo di Alan Bergman e Marilyn Bergman - Noi due (Pieces of Dreams)
- Thank You Very Much, musica e testo di Leslie Bricusse - La più bella storia di Dickens (Scrooge)
- Till Love Touches Your Life, musica di Riz Ortolani, testo di Arthur Hamilton - La valle dei Comanches (Madron)
- Whistling Away the Dark, musica di Henry Mancini, testo di Johnny Mercer - Operazione Crêpes Suzette (Darling Lili)

### Miglior documentario
- Woodstock - Tre giorni di pace, amore e musica (Woodstock), regia di Michael Wadleigh
- Gli extraterrestri torneranno (Erinnerungen an die Zukunft), regia di Harald Reinl
- Jack Johnson, regia di Alan Bodian
- King - Una testimonianza filmata... Da Montgomery a Memphis (King: A Filmed Record...Montgomery to Memphis), regia di Sidney Lumet e Joseph L. Mankiewicz
- Say Goodbye, regia di David H. Vowell

### Miglior cortometraggio
- The Resurrection of Broncho Billy, regia di James R. Rokos
- Shut Up...I'm Crying, regia di Robert Siegler
- Sticky My Fingers...Fleet My Feet, regia di John D. Hancock

### Miglior cortometraggio documentario
- Interviews with My Lai Veterans, regia di Joseph Strick
- The Gifts, regia di Robert McBride
- A Long Way from Nowhere, regia di Bob Aller
- Oisin, regia di Patrick Carey
- Time Is Running Out (Time Is Running Out), regia di Robert Ménégoz

### Miglior cortometraggio d'animazione
- Is It Always Right To Be Right?, regia di Lee Mishkin
- The Further Adventures of Uncle Sam: Part Two, regia di Dale Case e Robert Mitchell
- The Shepherd, regia di Cameron Guess

## Premi speciali

### Premio alla carriera
- Lillian Gish per la superlativa capacità artistica e per il particolare contributo al progresso del cinema.
- Orson Welles per la superlativa capacità artistica e la versatilità nella creazione di pellicole cinematografiche.

- Premio umanitario Jean Hersholt
- Frank Sinatra

### Premio alla memoria Irving G. Thalberg
- Ingmar Bergman